# ジェイク・マシューズ
ジェイク・マシューズ（Jake Matthews、1994年8月19日 - ）は、オーストラリアの男性総合格闘家。ビクトリア州メルボルン出身。ネクサス所属。

## 来歴
父親のコーチの下、幼い頃から総合格闘技をはじめる。スパーリング相手は弟だった。
2012年9月15日、18歳で総合格闘技デビュー戦、勝利を収めた。

### UFC
2014年6月28日、UFCデビュー戦となったUFC Fight Night: Te Huna vs. Marquardtでダション・ジョンソンと対戦し、三角絞めで一本勝ち。
2016年3月19日、UFC Fight Night: Hunt vs. Mirでジョニー・ケースと対戦し、リアネイキドチョークで一本勝ち。ファイト・オブ・ザ・ナイトを受賞した。
2018年2月11日、UFC 221でリー・ジンリャンと対戦し、判定勝ち。ファイト・オブ・ザ・ナイトを受賞した。
2022年6月12日、1年3カ月振りの復帰戦となったUFC 275でアンドレ・フィアリョと対戦。終始スタンドの展開で上回り、2Rに右ストレートでダウンを奪いパウンドでKO勝ち。パフォーマンス・オブ・ザ・ナイトを受賞した。

## 人物・エピソード
- イスラム教の歴史についてのポッドキャストを聞いてるうちにどんどん興味が湧き改宗。現在はムスリムである[2]。

## 戦績
| 総合格闘技 戦績 | 総合格闘技 戦績 | 総合格闘技 戦績 | 総合格闘技 戦績 | 総合格闘技 戦績 | 総合格闘技 戦績 | 総合格闘技 戦績 |
| --------------- | --------------- | --------------- | --------------- | --------------- | --------------- | --------------- |
| 28 試合         | (T)KO           | 一本            | 判定            | その他          | 引き分け        | 無効試合        |
| 21 勝           | 5               | 8               | 8               | 0               | 0               | 0               |
| 7 敗            | 1               | 3               | 3               | 0               | 0               | 0               |

| 勝敗 | 対戦相手                   | 試合結果                            | 大会名                                    | 開催年月日     |
| ○    | フランシスコ・プラド       | 5分3R終了 判定3-0                   | UFC 312: du Plessis vs. Strickland 2      | 2025年2月8日   |
| ○    | フィル・ロウ               | 5分3R終了 判定3-0                   | UFC 302: Makhachev vs. Poirier            | 2024年6月1日   |
| ×    | マイケル・モラレス         | 5分3R終了 判定0-3                   | UFC Fight Night: Allen vs. Craig          | 2023年11月18日 |
| ○    | ダリウス・フラワーズ       | 2R 2:37 リアネイキドチョーク        | UFC 291: Poirier vs. Gaethje 2            | 2023年7月29日  |
| ×    | マシュー・セメルスバーガー | 5分3R終了 判定0-3                   | UFC Fight Night: Cannonier vs. Strickland | 2022年12月17日 |
| ○    | アンドレ・フィアリョ       | 2R 2:24 KO（右ストレート→パウンド） | UFC 275: Teixeira vs. Procházka           | 2022年6月12日  |
| ×    | ショーン・ブレイディ       | 3R 3:28 肩固め                      | UFC 259: Błachowicz vs. Adesanya          | 2021年3月6日   |
| ○    | ディエゴ・サンチェス       | 5分3R終了 判定3-0                   | UFC 253: Adesanya vs. Costa               | 2020年9月27日  |
| ○    | エミル・ミーク             | 5分3R終了 判定3-0                   | UFC Fight Night: Felder vs. Hooker        | 2020年2月23日  |
| ○    | ロスタム・アクマン         | 5分3R終了 判定3-0                   | UFC 243: Whittaker vs. Adesanya           | 2019年10月6日  |
| ×    | トニー・マーティン         | 3R 1:19（アナコンダチョーク）       | UFC Fight Night: dos Santos vs. Tuivasa   | 2018年12月2日  |
| ○    | 安西信昌                   | 1R 3:44（リアネイキドチョーク）     | UFC Fight Night: Cowboy vs. Edwards       | 2018年6月23日  |
| ○    | リー・ジンリャン           | 5分3R終了 判定3-0                   | UFC 221: Romero vs. Rockhold              | 2018年2月11日  |
| ○    | ボヤン・ベリチコビッチ     | 5分3R終了 判定2-1                   | UFC Fight Night: Werdum vs. Tybura        | 2017年11月19日 |
| ×    | アンドリュー・ホルブルック | 5分3R終了 判定1-2                   | UFC Fight Night: Whittaker vs. Brunson    | 2016年11月26日 |
| ×    | ケビン・リー               | 1R 4:06 TKO（パウンド）             | The Ultimate Fighter 23 Finale            | 2016年7月8日   |
| ○    | ジョニー・ケース           | 3R 4:45 リアネイキドチョーク        | UFC Fight Night: Hunt vs. Mir             | 2016年3月19日  |
| ○    | アクバル・アレオラ         | 2R終了時 TKO（ドクターストップ）    | UFC 193: Rousey vs. Holm                  | 2015年11月14日 |
| ×    | ジェームス・ヴィック       | 1R 4:53 ギロチンチョーク            | UFC Fight Night: Miocic vs. Hunt          | 2015年5月10日  |
| ○    | ヴァグネル・ホシャ         | 2R 1:52 リアネイキドチョーク        | UFC Fight Night: Rockhold vs. Bisping     | 2014年11月7日  |
| ○    | ダション・ジョンソン       | 3R 3:16 三角絞め                    | UFC Fight Night: Te Huna vs. Marquardt    | 2014年6月28日  |
| ○    | スチュワート・デア         | 5分3R終了 判定3-0                   | Shamrock Events: King of Combat 12        | 2014年4月26日  |
| ○    | ディーン・パードン         | 2R 2:42 リアネイキドチョーク        | Australian Fighting Championships 6       | 2013年8月24日  |
| ○    | タディヤ・マイッチ         | 1R TKO（パンチ）                    | Shamrock Events: Night of Mayhem 7        | 2013年6月22日  |
| ○    | ルーク・ジュモー           | 2R 1:14 リアネイキドチョーク        | Australian Fighting Championships 5       | 2013年5月10日  |
| ○    | ジェイソン・ジュコビッチ   | 1R 0:23 TKO（パンチ）               | Shamrock Events: Kings of Kombat 8        | 2012年12月8日  |
| ○    | サム・フィアマタイ         | 2R 1:47 TKO（パンチ）               | Shamrock Events: Night of Mayhem 5        | 2012年9月15日  |

## 表彰
- ブラジリアン柔術 茶帯
- UFC ファイト・オブ・ザ・ナイト（1回）
- UFC パフォーマンス・オブ・ザ・ナイト（1回）